# 澳門旅遊警示
澳門旅遊警示制度（簡稱旅遊警示）是由澳門特別行政區政府旅遊局設立的一個方便澳門居民進行風險評估，掌握其他國家或者地區當前環境所潛在的人身安全風險的旅遊警示制度。制度內容與香港外遊警示制度相似。

## 歷史
《澳門特別行政區旅遊警示系統》於2017年3月7日起生效。系統分為三級，覆蓋82個國家或市民的旅遊熱點（不包括中國內地、香港和台灣地區）。系統以便捷和及時的方式傳播影響世界各地的危機、緊急事態或災難等狀況的資訊，讓公眾注意該等情況，以便在外遊行程中作出決定。

## 警示級別

### 現正生效
| 警告標誌 | 警告級別                 | 出現的情況                 | 向公眾發出的訊息                                        | 目前實施之國家／屬地 |
| -------- | ------------------------ | -------------------------- | ------------------------------------------------------- | --- |
| ①        | 第一級 Alerta de Nível 1 | 出現威脅 SURGIU UMA AMEAÇA | 提高警覺 Tenha atenção                                  | 印度 · 印度尼西亞 · 尼泊尔 · 秘魯 · 菲律賓（棉蘭老島） · 緬甸 · 俄羅斯 · 斯里蘭卡 · 突尼西亞 · 英国 · 日本（福島縣） · 泰國 |
| ②        | 第二級 Alerta de Nível 2 | 威脅提升 A AMEAÇA AUMENTOU | 重新考慮非必要的行程 Reconsidere viagens não-essenciais | 埃及 · 巴基斯坦 · 土耳其 |
| ③        | 第三級 Alerta de Nível 3 | 極度威脅 AMEAÇA EXTREMA    | 避免旅遊 Evite viajar                                   | 伊朗 · 以色列 · 黎巴嫩 · 叙利亚                                                                                             |

## 記錄
下列是為制度生效至今的發出記錄（記錄至2025年6月19日，灰色陰影為已取消／調整級別）：
| 警告級別 | 國家／屬地           | 發出日期                    | 取消日期                                       | 備註 |
| -------- | -------------------- | --------------------------- | ---------------------------------------------- | --- |
| ②        | 埃及                 | 2017年3月7日                | 現正生效                                       | 2020年3月19日至2024年8月13日因應2019冠狀病毒病全球病例而另發出公共衛生風險之②級警示。                                                     |
| ②        | 土耳其               | 2017年3月7日                | 現正生效                                       | 2020年3月19日至2024年8月13日因應2019冠狀病毒病全球病例而另發出公共衛生風險之②級警示。                                                     |
| ①        | 比利时               | 2017年3月7日                | 2020年3月15日（提升至②級）                     | |
| ①        | 法國                 | 2017年3月7日                | 2020年3月11日（提升至②級）                     | |
| ①        | 以色列               | 2017年3月7日                | 2024年8月13日（提升至③級）                     | 2020年3月19日至2024年8月13日因應2019冠狀病毒病全球病例而另發出公共衛生風險之②級警示。                                                     |
| ①        | 尼泊尔               | 2017年3月7日                | 現正生效                                       | 2020年3月19日至2024年8月13日因應2019冠狀病毒病全球病例而另發出公共衛生風險之②級警示。                                                     |
| ①        | 突尼西亞             | 2017年3月7日                | 現正生效                                       | 2020年3月19日至2024年8月13日因應2019冠狀病毒病全球病例而另發出公共衛生風險之②級警示。                                                     |
| ①        | 英国                 | 2017年5月24日               | 2020年3月15日（提升至②級）                     | 因發生曼徹斯特體育場爆炸案基於安全形勢而發出。                                                                                            |
| ①        | 印度尼西亞（巴厘島） | 2017年9月28日               | 2017年11月27日（提升至②級）                    | 因應印尼巴厘島阿貢火山隨時可能噴發而發出。                                                                                                |
| ②        | 印度尼西亞（巴厘島） | 2017年11月27日（由①級提升） | 2018年2月26日（降低至①級）                     | 因應印尼巴厘島阿貢火山噴發轉趨活躍而提升警示。                                                                                            |
| ②        | 菲律賓（阿爾拜省）   | 2018年1月23日（直接發出）   | 2018年6月1日（降低至①級）                      | 因應菲律賓馬榮火山景區的最新情況而發出。                                                                                                  |
| ②        | 馬爾地夫             | 2018年2月7日（直接發出）    | 2018年4月24日（降低至①級）                     | 因應馬爾代夫首都馬累發生大規模集會活動而發出。                                                                                            |
| ①        | 印度尼西亞（巴厘島） | 2018年2月26日（由②級降低）  | 2018年3月20日                                  | 因應印尼峇里島的阿貢火山的安全形勢緩和而降低警示。                                                                                        |
| ①        | 馬爾地夫             | 2018年4月24日（由②級降低）  | 2018年5月24日                                  | 因應馬爾代夫的安全形勢緩和而降低警示。 |
| ①        | 菲律賓（阿爾拜省）   | 2018年6月1日（由②級降低）   | 2018年6月21日                                  | 因應菲律賓阿爾拜省馬榮火山的安全形勢緩和而降低警示。                                                                                      |
| ①        | 印度尼西亞（巴厘島） | 2018年6月29日               | 2024年8月13日（擴展至全國）                    | 因應印尼巴厘島阿貢火山噴發轉趨活躍而發出。2020年3月19日至2024年8月13日因應2019冠狀病毒病全球病例而另對印尼全國發出公共衛生風險之②級警示。 |
| ②        | 斯里蘭卡             | 2019年4月22日（由①級提升）  | 2019年9月4日（降低至①級）                      | 因斯里蘭卡發生連環爆炸的安全形勢而發出。                                                                                                  |
| ①        | 斯里蘭卡             | 2019年9月4日（由②級降低）   | 現正生效                                       | 因斯里蘭卡發生連環爆炸過後的安全形勢緩和而降低警示。2020年3月19日至2024年8月13日因應2019冠狀病毒病全球病例而另發出公共衛生風險之②級警示。 |
| ①        | 菲律賓（呂宋島）     | 2020年1月13日               | 2024年8月13日                                  | 因應菲律賓的塔爾火山噴發而發出。2020年3月19日至2024年8月13日因應2019冠狀病毒病全球病例而另對菲律賓全國發出公共衛生風險之②級警示。         |
| ②🦠      |                      | 2020年2月24日（直接發出）   | 2024年8月13日                                  | 因應2019冠狀病毒病韓國疫情而發出。 |
| ②🦠      | 義大利               | 2020年2月29日（直接發出）   | 2024年8月13日                                  | 因應2019冠狀病毒病意大利疫情而發出。 |
| ②🦠      | 德国                 | 2020年3月11日（直接發出）   | 2024年8月13日                                  | 因應2019冠狀病毒病德國疫情而發出。 |
| ②🦠      | 西班牙               | 2020年3月11日（直接發出）   | 2024年8月13日                                  | 因應2019冠狀病毒病西班牙疫情而發出。 |
| ②🦠      | 日本                 | 2020年3月11日（直接發出）   | 2024年8月13日（福島縣降低至①級，其餘地區取消） | 因應2019冠狀病毒病日本疫情而發出。 |
| ②🦠      | 法國                 | 2020年3月11日（由①級提升）  | 2024年8月13日                                  | 因應2019冠狀病毒病法國疫情而發出。 |
| ②🦠      | 比利时               | 2020年3月15日（由①級提升）  | 2024年8月13日                                  | 因應2019冠狀病毒病歐洲疫情而發出。 |
| ②🦠      | 英国                 | 2020年3月15日（由①級提升）  | 2024年8月13日（降低至①級）                     | 因應2019冠狀病毒病歐洲疫情而發出。 |
| ②🦠      | 捷克                 | 2020年3月15日（直接發出）   | 2024年8月13日                                  | 因應2019冠狀病毒病歐洲疫情而發出。 |
| ②🦠      | 丹麦                 | 2020年3月15日（直接發出）   | 2024年8月13日                                  | 因應2019冠狀病毒病歐洲疫情而發出。 |
| ②🦠      | 爱沙尼亚             | 2020年3月15日（直接發出）   | 2024年8月13日                                  | 因應2019冠狀病毒病歐洲疫情而發出。 |
| ②🦠      | 芬兰                 | 2020年3月15日（直接發出）   | 2024年8月13日                                  | 因應2019冠狀病毒病歐洲疫情而發出。 |
| ②🦠      | 希腊                 | 2020年3月15日（直接發出）   | 2024年8月13日                                  | 因應2019冠狀病毒病歐洲疫情而發出。 |
| ②🦠      | 匈牙利               | 2020年3月15日（直接發出）   | 2024年8月13日                                  | 因應2019冠狀病毒病歐洲疫情而發出。 |
| ②🦠      | 冰島                 | 2020年3月15日（直接發出）   | 2024年8月13日                                  | 因應2019冠狀病毒病歐洲疫情而發出。 |
| ②🦠      | 拉脫維亞             | 2020年3月15日（直接發出）   | 2024年8月13日                                  | 因應2019冠狀病毒病歐洲疫情而發出。 |
| ②🦠      | 列支敦斯登           | 2020年3月15日（直接發出）   | 2024年8月13日                                  | 因應2019冠狀病毒病歐洲疫情而發出。 |
| ②🦠      | 立陶宛               | 2020年3月15日（直接發出）   | 2024年8月13日                                  | 因應2019冠狀病毒病歐洲疫情而發出。 |
| ②🦠      | 盧森堡               | 2020年3月15日（直接發出）   | 2024年8月13日                                  | 因應2019冠狀病毒病歐洲疫情而發出。 |
| ②🦠      | 馬爾他               | 2020年3月15日（直接發出）   | 2024年8月13日                                  | 因應2019冠狀病毒病歐洲疫情而發出。 |
| ②🦠      | 荷蘭                 | 2020年3月15日（直接發出）   | 2024年8月13日                                  | 因應2019冠狀病毒病歐洲疫情而發出。 |
| ②🦠      | 挪威                 | 2020年3月15日（直接發出）   | 2024年8月13日                                  | 因應2019冠狀病毒病歐洲疫情而發出。 |
| ②🦠      | 波蘭                 | 2020年3月15日（直接發出）   | 2024年8月13日                                  | 因應2019冠狀病毒病歐洲疫情而發出。 |
| ②🦠      | 葡萄牙               | 2020年3月15日（直接發出）   | 2024年8月13日                                  | 因應2019冠狀病毒病歐洲疫情而發出。 |
| ②🦠      | 斯洛維尼亞           | 2020年3月15日（直接發出）   | 2024年8月13日                                  | 因應2019冠狀病毒病歐洲疫情而發出。 |
| ②🦠      | 斯洛伐克             | 2020年3月15日（直接發出）   | 2024年8月13日                                  | 因應2019冠狀病毒病歐洲疫情而發出。 |
| ②🦠      | 瑞典                 | 2020年3月15日（直接發出）   | 2024年8月13日                                  | 因應2019冠狀病毒病歐洲疫情而發出。 |
| ②🦠      | 瑞士                 | 2020年3月15日（直接發出）   | 2024年8月13日                                  | 因應2019冠狀病毒病歐洲疫情而發出。 |
| ②🦠      | 美国                 | 2020年3月15日（直接發出）   | 2024年8月13日                                  | 因應2019冠狀病毒病美國疫情而發出。 |
| ②🦠      | 以色列               | 2020年3月19日（直接發出）   | 2024年8月13日                                  | 因應2019冠狀病毒病全球疫情而發出。同時維持上述地區因安全風險發出之第①級警示。                                                             |
| ②🦠      | 尼泊尔               | 2020年3月19日（直接發出）   | 2024年8月13日                                  | 因應2019冠狀病毒病全球疫情而發出。同時維持上述地區因安全風險發出之第①級警示。                                                             |
| ②🦠      | 突尼西亞             | 2020年3月19日（直接發出）   | 2024年8月13日                                  | 因應2019冠狀病毒病全球疫情而發出。同時維持上述地區因安全風險發出之第①級警示。                                                             |
| ②🦠      | 斯里蘭卡             | 2020年3月19日（直接發出）   | 2024年8月13日                                  | 因應2019冠狀病毒病全球疫情而發出。同時維持上述地區因安全風險發出之第①級警示。                                                             |
| ②🦠      | 印度尼西亞           | 2020年3月19日（直接發出）   | 2024年8月13日                                  | 因應2019冠狀病毒病全球疫情而發出。同時維持巴厘島因安全風險發出之①級警示。                                                                 |
| ②🦠      | 菲律賓               | 2020年3月19日（直接發出）   | 2024年8月13日                                  | 因應2019冠狀病毒病全球疫情而發出。同時維持呂宋島因安全風險發出之①級警示。                                                                 |
| ②🦠      | 阿尔巴尼亚           | 2020年3月19日（直接發出）   | 2024年8月13日                                  | 因應2019冠狀病毒病全球疫情而發出。 |
| ②🦠      | 安哥拉               | 2020年3月19日（直接發出）   | 2024年8月13日                                  | 因應2019冠狀病毒病全球疫情而發出。 |
| ②🦠      | 阿根廷               | 2020年3月19日（直接發出）   | 2024年8月13日                                  | 因應2019冠狀病毒病全球疫情而發出。 |
| ②🦠      |                      | 2020年3月19日（直接發出）   | 2024年8月13日                                  | 因應2019冠狀病毒病全球疫情而發出。 |
| ②🦠      |                      | 2020年3月19日（直接發出）   | 2024年8月13日                                  | 因應2019冠狀病毒病全球疫情而發出。 |
| ②🦠      | 北婆羅洲直轄殖民地   | 2020年3月19日（直接發出）   | 2024年8月13日                                  | 因應2019冠狀病毒病全球疫情而發出。 |
| ②🦠      | 巴西                 | 2020年3月19日（直接發出）   | 2024年8月13日                                  | 因應2019冠狀病毒病全球疫情而發出。 |
| ②🦠      | 保加利亚             | 2020年3月19日（直接發出）   | 2024年8月13日                                  | 因應2019冠狀病毒病全球疫情而發出。 |
| ②🦠      | 柬埔寨               | 2020年3月19日（直接發出）   | 2024年8月13日                                  | 因應2019冠狀病毒病全球疫情而發出。 |
| ②🦠      | 加拿大               | 2020年3月19日（直接發出）   | 2024年8月13日                                  | 因應2019冠狀病毒病全球疫情而發出。 |
| ②🦠      | 智利                 | 2020年3月19日（直接發出）   | 2024年8月13日                                  | 因應2019冠狀病毒病全球疫情而發出。 |
| ②🦠      |                      | 2020年3月19日（直接發出）   | 2024年8月13日                                  | 因應2019冠狀病毒病全球疫情而發出。 |
| ②🦠      |                      | 2020年3月19日（直接發出）   | 2024年8月13日                                  | 因應2019冠狀病毒病全球疫情而發出。 |
| ②🦠      | 賽普勒斯             | 2020年3月19日（直接發出）   | 2024年8月13日                                  | 因應2019冠狀病毒病全球疫情而發出。 |
| ②🦠      | 斐济                 | 2020年3月19日（直接發出）   | 2024年8月13日                                  | 因應2019冠狀病毒病全球疫情而發出。 |
| ②🦠      |                      | 2020年3月19日（直接發出）   | 2024年8月13日                                  | 因應2019冠狀病毒病全球疫情而發出。 |
| ②🦠      | 印度                 | 2020年3月19日（直接發出）   | 2024年8月13日                                  | 因應2019冠狀病毒病全球疫情而發出。 |
| ②🦠      |                      | 2020年3月19日（直接發出）   | 2024年8月13日                                  | 因應2019冠狀病毒病全球疫情而發出。 |
| ②🦠      | 關島                 | 2020年3月19日（直接發出）   | 2024年8月13日                                  | 因應2019冠狀病毒病全球疫情而發出。 |
| ②🦠      | 马来西亚             | 2020年3月19日（直接發出）   | 2024年8月13日                                  | 因應2019冠狀病毒病全球疫情而發出。 |
| ②🦠      | 馬爾地夫             | 2020年3月19日（直接發出）   | 2024年8月13日                                  | 因應2019冠狀病毒病全球疫情而發出。 |
| ②🦠      | 墨西哥               | 2020年3月19日（直接發出）   | 2024年8月13日                                  | 因應2019冠狀病毒病全球疫情而發出。 |
| ②🦠      | 摩洛哥               | 2020年3月19日（直接發出）   | 2024年8月13日                                  | 因應2019冠狀病毒病全球疫情而發出。 |
| ②🦠      | 莫桑比克             | 2020年3月19日（直接發出）   | 2024年8月13日                                  | 因應2019冠狀病毒病全球疫情而發出。 |
| ②🦠      | 緬甸                 | 2020年3月19日（直接發出）   | 2024年8月13日                                  | 因應2019冠狀病毒病全球疫情而發出。 |
| ②🦠      | 新西兰               | 2020年3月19日（直接發出）   | 2024年8月13日                                  | 因應2019冠狀病毒病全球疫情而發出。 |
| ②🦠      | 秘魯                 | 2020年3月19日（直接發出）   | 2024年8月13日                                  | 因應2019冠狀病毒病全球疫情而發出。 |
| ②🦠      |                      | 2020年3月19日（直接發出）   | 2024年8月13日                                  | 因應2019冠狀病毒病全球疫情而發出。 |
| ②🦠      | 羅馬尼亞             | 2020年3月19日（直接發出）   | 2024年8月13日                                  | 因應2019冠狀病毒病全球疫情而發出。 |
| ②🦠      | 俄羅斯               | 2020年3月19日（直接發出）   | 2024年8月13日                                  | 因應2019冠狀病毒病全球疫情而發出。 |
| ②🦠      | 沙烏地阿拉伯         | 2020年3月19日（直接發出）   | 2024年8月13日                                  | 因應2019冠狀病毒病全球疫情而發出。 |
| ②🦠      | 新加坡               | 2020年3月19日（直接發出）   | 2024年8月13日                                  | 因應2019冠狀病毒病全球疫情而發出。 |
| ②🦠      | 塞爾維亞             | 2020年3月19日（直接發出）   | 2024年8月13日                                  | 因應2019冠狀病毒病全球疫情而發出。 |
| ②🦠      | 南非                 | 2020年3月19日（直接發出）   | 2024年8月13日                                  | 因應2019冠狀病毒病全球疫情而發出。 |
| ②🦠      | 泰國                 | 2020年3月19日（直接發出）   | 2024年8月13日                                  | 因應2019冠狀病毒病全球疫情而發出。 |
| ②🦠      | 东帝汶               | 2020年3月19日（直接發出）   | 2024年8月13日                                  | 因應2019冠狀病毒病全球疫情而發出。 |
| ②🦠      | 阿联酋               | 2020年3月19日（直接發出）   | 2024年8月13日                                  | 因應2019冠狀病毒病全球疫情而發出。 |
| ②🦠      | 越南                 | 2020年3月19日（直接發出）   | 2024年8月13日                                  | 因應2019冠狀病毒病全球疫情而發出。 |
| ②🦠      | 埃及                 | 2020年3月19日（直接發出）   | 2024年8月13日                                  | 因應2019冠狀病毒病全球疫情而發出。同時維持因安全風險發出之②級警示。                                                                       |
| ②🦠      | 土耳其               | 2020年3月19日（直接發出）   | 2024年8月13日                                  | 因應2019冠狀病毒病全球疫情而發出。同時維持因安全風險發出之②級警示。                                                                       |
| ③        | 以色列               | 2024年8月13日（由②級提升）  | 現正生效                                       | [ 18 ] |
| ①        | 印度尼西亞           | 2024年8月13日               | 現正生效                                       | 因應2019冠狀病毒病疫情後社會及旅遊活動復常而調整。                                                                                        |
| ①        | 印度                 | 2024年8月13日               | 現正生效                                       | 因應2019冠狀病毒病疫情後社會及旅遊活動復常而調整。                                                                                        |
| ①        | 秘魯                 | 2024年8月13日               | 現正生效                                       | 因應2019冠狀病毒病疫情後社會及旅遊活動復常而調整。                                                                                        |
| ①        | 菲律賓（棉蘭老島）   | 2024年8月13日               | 現正生效                                       | 因應2019冠狀病毒病疫情後社會及旅遊活動復常而調整。                                                                                        |
| ①        | 緬甸                 | 2024年8月13日               | 現正生效                                       | 因應2019冠狀病毒病疫情後社會及旅遊活動復常而調整。                                                                                        |
| ①        | 俄羅斯               | 2024年8月13日               | 現正生效                                       | 因應2019冠狀病毒病疫情後社會及旅遊活動復常而調整。                                                                                        |
| ①        | 英国                 | 2024年8月13日（由②級降低）  | 現正生效                                       | 因應2019冠狀病毒病疫情後社會及旅遊活動復常而調整。                                                                                        |
| ①        | 日本（福島縣）       | 2024年8月13日（由②級降低）  | 現正生效                                       | 因應2019冠狀病毒病疫情後社會及旅遊活動復常而調整。                                                                                        |
| ①        | 泰國                 | 2025年3月28日               | 2025年4月11日                                  | 因應泰國受緬甸地震影響的安全形勢而發出。                                                                                                  |
| ③        | 伊朗                 | 2025年7月22日（直接發出）   | 現正生效                                       | [ 21 ] |
| ③        | 黎巴嫩               | 2025年7月22日（直接發出）   | 現正生效                                       | [ 21 ] |
| ③        | 叙利亚               | 2025年7月22日（直接發出）   | 現正生效                                       | [ 21 ] |
| ②        | 巴基斯坦             | 2025年7月22日（直接發出）   | 現正生效                                       | [ 21 ] |

### 對同一國家發出不同警示之紀錄
| 國家／屬地                            | 日期                  | 地區                     |
| ------------------------------------- | --------------------- | ------------------------ |
| 印度尼西亞                            | 2017/09/28-2017/11/27 | ①峇里島                  |
| 印度尼西亞                            | 2017/11/27-2018/02/26 | ②峇里島                  |
| 印度尼西亞                            | 2018/02/26-2018/03/20 | ①峇里島                  |
| 印度尼西亞                            | 2018/06/29-2020/03/19 | ①峇里島                  |
| 印度尼西亞                            | 2020/03/19-2024/08/13 | ①峇里島；②🦠全國（全球） |
| 菲律賓                                | 2018/01/23-2018/06/01 | ②阿爾拜省                |
| 菲律賓                                | 2018/06/01-2018/06/21 | ①阿爾拜省                |
| 菲律賓                                | 2020/01/13-2020/03/19 | ①呂宋島                  |
| 菲律賓                                | 2020/03/19-2024/08/13 | ①呂宋島；②🦠全國（全球） |
| 菲律賓                                | 2024/08/13至今        | ①棉蘭老島                |
| 土耳其、 埃及                         | 2020/03/19-2024/08/13 | ②全國；②🦠全國（全球）   |
| 以色列、 尼泊尔、 突尼西亞、 斯里蘭卡 | 2020/03/19-2024/08/13 | ①全國；②🦠全國（全球）   |
| 日本                                  | 2020/03/11-2024/08/13 | ②🦠全國                  |
| 日本                                  | 2024/08/13至今        | ①福島縣                  |

## 覆蓋地區

覆蓋地區
中國大陸、香港以及台灣
未覆蓋地區

外遊警示制度覆蓋110個較多澳門居民到訪、旅遊或公幹的海外國家／旅遊目的地，並有可能增加或調整；但外遊警示制度並不包括中國大陸、香港以及台灣。
| - 阿尔巴尼亚 - 安哥拉 - 阿根廷 - 亞美尼亞 - 奥地利 - 巴林 - 白俄羅斯 - 比利时 - 婆羅洲 - 巴西 - 保加利亚 - 柬埔寨 - 加拿大 - 智利 - 賽普勒斯 - 捷克 - 丹麦 - 东帝汶 - | - 埃及 - 赤道几内亚 - 爱沙尼亚 - 衣索比亞 - 斐济 - 芬兰 - 法國 - 德国 - 直布罗陀 - 希腊 - 關島 - 匈牙利 - 冰島 - 印度 - 印度尼西亞 - 伊朗 - 爱尔兰 - 以色列 - 義大利 - 日本 - 约旦 - 拉脫維亞 | - 黎巴嫩 - 列支敦斯登 - 立陶宛 - 盧森堡 - 马来西亚 - 馬爾地夫 - 馬爾他 - 模里西斯 - 墨西哥 - 摩洛哥 - 蒙古国 - 蒙特內哥羅 - 摩洛哥 - 莫桑比克 - 緬甸 - 尼泊尔 - 荷蘭 - 新西兰 - 北馬其頓 - 挪威 - 阿曼 - 巴基斯坦 - 巴拿马 - 秘魯 - 菲律賓 - 波蘭 - 葡萄牙 | - 羅馬尼亞 - 俄羅斯 - 聖多美和普林西比 - 沙烏地阿拉伯 - 塞爾維亞 - 新加坡 - 斯洛伐克 - 斯洛維尼亞 - 南非 - 西班牙 - 斯里蘭卡 - 瑞士 - 瑞典 - 叙利亚 - 坦桑尼亚 - 泰國 - 突尼西亞 - 土耳其 - 乌干达 - 阿联酋 - 英国 - 美国 - 越南 |

## 其他
除了旅遊警示外，澳門旅遊局亦列出澳門居民需小心前往的國家和地區：
| 國家 | 國家 |
| --- | --- |
| \| - 巴林 - 阿富汗 - 智利 - 巴勒斯坦 (*) - 伊朗 - 伊拉克 (*) - 黎巴嫩 - 巴基斯坦 - 叙利亚 - 乌克兰 (*) \| - 苏丹 (*) - 委內瑞拉 (*) - 刚果民主共和国 (*) - 中非 (*) - 利比亞 (*) - 衣索比亞 - 喀麦隆 (*) - 葉門 (*) \| (*) 不包括在澳門特別行政區旅遊警示系統涵蓋的110個國家/目的地內 | |
| 國家/地區 | |
| | 曼德拉郡、瓦吉爾郡、加里薩郡、拉穆郡 |
| 阿尔巴尼亚 | 西北地區（庫克斯州、哈斯區及特羅波耶區） |
| 安哥拉 | 卡賓達、北倫達及南倫達 |
| 柬埔寨 | 柏威夏古廟、達格拉貝寺及達莫安寺、西哈努克 |
| 马来西亚 | 沙巴東部的沿海度假村，包括島嶼和潛水地點 |
| 墨西哥 | 華雷斯城（奇瓦瓦州）、里奧布拉沃南部、塔毛利帕斯州的德克薩斯邊界（位於新拉雷多和巴格達海灘之間）、聖費爾南多、布爾戈斯市、維多利亞城、塔毛利帕斯州、坦皮科、格雷羅州、恰帕斯州托納拉市、普艾布拉州、墨西哥州、莫瑞洛斯州 |
| 摩洛哥 | 西撒哈拉地區 |
| 莫桑比克 | 索法拉、馬尼卡、太特、贊比西及伊尼揚巴內北部﹔並註意夜間薩韋河和Muxungue之間的EN1高速公路、及戈龍戈薩到卡亞之間的公交旅程。以及貝拉和希莫尤之間的EN6高速公路                                                             |
| 沙烏地阿拉伯 | 沙烏地阿拉伯與也門邊境地區(納季蘭)和吉達、沙烏地阿拉伯與伊拉克邊境地區。 |
| 泰國 | 南部北大年府、惹拉府、陶公府 |
| (*) 不包括在澳門特別行政區旅遊警示系統涵蓋的82個國家/目的地內 | |
| - 巴林 - 阿富汗 - 智利 - 巴勒斯坦 (*) - 伊朗 - 伊拉克 (*) - 黎巴嫩 - 巴基斯坦 - 叙利亚 - 乌克兰 (*) | - 苏丹 (*) - 委內瑞拉 (*) - 刚果民主共和国 (*) - 中非 (*) - 利比亞 (*) - 衣索比亞 - 喀麦隆 (*) - 葉門 (*) |

## 外部連結
- 旅遊局主頁 （页面存档备份，存于）
- 旅遊局主頁 （页面存档备份，存于）
- 旅遊警示主頁 （页面存档备份，存于）